# 내적 범주
범주론에서 내적 범주(內的範疇, 영어: internal category)는 작은 범주의 정의에서 사용되는 집합의 범주를 대체하여, 임의의 범주 속에서 범주처럼 작동하는 구조이다. 작은 범주의 개념의 일반화이다.

## 정의
범주 {\displaystyle {\mathcal {C}}}가 유한 곱 및 당김을 갖는다고 하자. 그렇다면, {\displaystyle {\mathcal {C}}} 속의 내적 범주(영어: internal category) {\displaystyle (O,M,i,s,t,c)}은 다음과 같은 데이터로 주어진다.
- {\displaystyle O\in {\mathcal {C}}}는 {\displaystyle {\mathcal {C}}}의 대상이다. 이는 범주 대상의 대상들의 "모임"이다.
- {\displaystyle M\in {\mathcal {C}}}는 {\displaystyle {\mathcal {C}}}의 대상이다. 이는 범주 대상의 사상들의 "모임"이다.
- {\displaystyle e\colon O\to M}은 {\displaystyle {\mathcal {C}}}의 사상이다. 이는 항등 사상을 나타낸다.
- {\displaystyle s\colon M\to O}는 {\displaystyle {\mathcal {C}}}의 사상이다. 이는 사상의 정의역을 나타낸다.
- {\displaystyle t\colon M\to O}는 {\displaystyle {\mathcal {C}}}의 사상이다. 이는 사상의 공역을 나타낸다.
- {\displaystyle M_{s}\times _{t}M}이 {\displaystyle M{\xrightarrow {s}}O{\xleftarrow {t}}M}의 당김이라면, {\displaystyle c\colon M_{s}\times _{t}M\to M}은 {\displaystyle {\mathcal {C}}}의 사상이다. 이는 사상의 합성을 나타낸다.

이 데이터는 다음과 같은 조건들을 만족시켜야 한다.
- (항등 사상의 정의역과 공역) {\displaystyle s\circ e=t\circ e=\operatorname {id} _{O}}. 즉, 다음 그림이 가환한다.

{\displaystyle {\begin{matrix}M&{\xleftarrow {e}}&O&{\xrightarrow {e}}&M\\&{\scriptstyle s}\searrow &\downarrow \scriptstyle {\operatorname {id} _{O}}&\swarrow \scriptstyle t\\&&O\end{matrix}}}
- (합성 사상의 정의역과 공역) 다음 그림이 가환한다.

{\displaystyle {\begin{matrix}M&{\xleftarrow {\pi _{1}}}&M_{s}\times _{t}M&{\xrightarrow {\pi _{2}}}&M\\{\scriptstyle t}\downarrow &&{\scriptstyle c}\downarrow &&\downarrow \scriptstyle s\\O&{\xleftarrow[{t}]{}}&M&{\xrightarrow[{s}]{}}&O\end{matrix}}}
- (합성의 결합 법칙) 다음 그림이 가환한다.

{\displaystyle {\begin{matrix}M_{s}\times _{t}M_{s}\times _{t}M&{\xrightarrow {\operatorname {id} _{M}\times c}}&M_{s}\times _{t}M\\{\scriptstyle c\times \operatorname {id} _{M}}\downarrow &&\downarrow \scriptstyle c\\M_{s}\times _{t}M&{\xrightarrow[{c}]{}}&M\end{matrix}}}
- (항등원의 흡수 법칙) 다음 그림이 가환한다.

{\displaystyle {\begin{matrix}O\times _{t}M&{\xrightarrow {e\times _{t}\operatorname {id} _{M}}}&M_{s}\times _{t}M&{\xleftarrow {\operatorname {id} _{M}{}_{s}\times e}}&M\times _{s}O\\&{\scriptstyle \pi _{2}}\searrow &\downarrow \scriptstyle c&\swarrow \scriptstyle \pi _{1}\\&&M\end{matrix}}}

### 내적 준군
유한 곱과 당김을 갖는 범주 {\displaystyle {\mathcal {C}}} 속의 내적 준군(영어: internal groupoid) {\displaystyle (O,M,s,t,e,i)}은 다음과 같은 데이터로 구성된다.
- {\displaystyle (O,M,s,t,e)}는 내적 범주를 이룬다.
- {\displaystyle i\colon M\to M}은 사상이다. 이는 사상의 역원을 나타낸다.

이는 다음 조건을 만족시켜야 한다.
- (역원의 정의역과 공역) 다음 그림이 가환한다.

{\displaystyle {\begin{matrix}M&{{\xrightarrow {e}} \atop {\xleftarrow[{e}]{}}}&M\\&{\scriptstyle s}\searrow &\downarrow \scriptstyle t\\&&O\end{matrix}}}
- (역원의 존재) 다음 그림이 가환한다.

{\displaystyle {\begin{matrix}M_{t}\times _{t}M&{\xleftarrow {\operatorname {diag} _{M}}}&M\\{\scriptstyle i\times \operatorname {id} }\downarrow &&&\searrow \scriptstyle s&\\M_{s}\times _{t}M&{\xrightarrow[{c}]{}}&M&{\xleftarrow[{e}]{}}&O\\{\scriptstyle \operatorname {id} \times i}\uparrow &&&\nearrow \scriptstyle t&\\M_{s}\times _{s}M&{\xleftarrow[{\operatorname {diag} _{M}}]{}}&M\\\end{matrix}}}

## 예
집합과 함수의 범주 {\displaystyle \operatorname {Set} } 속의 내적 범주는 작은 범주이다.
군과 군 준동형의 범주 {\displaystyle \operatorname {Grp} } 속의 내적 범주는 작은 범주의 범주 {\displaystyle \operatorname {Cat} } 속의 군 대상과 사실상 같으며,:269 교차 가군(영어: crossed module)이라고 불린다.:285–287

## 같이 보기
- 군 대상